# The Butler
The Butler (titulada El mayordomo en España e Hispanoamérica) es una película dramática estadounidense de 2013 basada en hechos reales. Está dirigida por Lee Daniels y protagonizada por Forest Whitaker, Oprah Winfrey, John Cusack, Jane Fonda, Cuba Gooding, Jr., Terrence Howard, Lenny Kravitz, James Marsden, David Oyelowo, Vanessa Redgrave, Alan Rickman, Liev Schreiber, Robin Williams, Clarence Williams III y Mariah Carey. Se estrenó el 16 de agosto de 2013.

## Argumento
La película comienza en 2009, cuando el anciano Cecil Gaines (Forest Whitaker) relata su historia de vida, mientras espera en la Casa Blanca. Gaines fue criado en una plantación de algodón en la década de 1920 en Macon, Georgia, por sus padres de aparcería. Un día el dueño de la finca, Thomas Westfall (Alex Pettyfer), viola a la madre de Cecil, Hattie Pearl (Mariah Carey). El padre de Cecil, Earl (David Banner), confronta a Westfall, y es asesinado de un tiro en la cabeza. Cecil es acogido por Annabeth Westfall (Vanessa Redgrave), la cuidadora de la finca, quien le ofrece ser sirviente en la casa en vez de en los campos de algodón. En su adolescencia, temiendo por su vida, se aleja de la plantación de los Páramos de Poniente y de su madre, quien quedó muda desde el incidente donde murió su padre. Sin trabajo, sin comida y sin posibilidades de obtenerlos, Cecil irrumpe en la pastelería de un hotel, donde roba comida y solicita trabajo, ayudado por Maynard (Clarence Williams III), uno de los empleados del lugar. Mientras trabaja en el hotel, aprende las habilidades de mayordomo, y después de varios años, Maynard lo recomienda para una posición en un hotel de Washington D. C., que él acepta. 
Mientras trabaja en el hotel, Cecil conoce a Gloria (Oprah Winfrey), con quien luego tiene dos hijos: Louis (David Oyelowo) y Charlie (Elijah Kelley). En 1957 es contratado por la Casa Blanca durante la administración de Dwight D. Eisenhower (Robin Williams), donde el maître, Freddie Fallows (Colman Domingo), le presenta al jefe de mayordomos Carter Wilson (Cuba Gooding, Jr.) y a su colaborador James Holloway (Lenny Kravitz). En el trabajo en la Casa Blanca, Cecil presencia la renuencia del presidente Eisenhower a utilizar las tropas para imponer la integración escolar en el sur, sin embargo después ve cómo el presidente hace cumplir la ley de integración racial en la escuela secundaria de Little Rock.
La familia de Gaines celebra la nueva ocupación de Cecil con sus amigos más cercanos y vecinos, Howard (Terrence Howard) y Gina (Adriane Lenox). Louis, el hijo mayor, se convierte en un estudiante de primera generación universitaria en la Universidad de Fisk en Tennessee. Cecil tiene dudas sobre esto porque él piensa que el Sur es demasiado volátil y alienta a Louis a matricularse en la Universidad Howard. Louis se une a un programa de estudiantes liderado por James Lawson (Jesse Williams) para participar pacíficamente en una sentada en un restaurante segregado y es arrestado. Furioso, Cecil se dirige a Nashville donde se enfrenta a Louis por desobedecerlo. Gloria, que sufre de largas horas de trabajo de su marido, se convierte en alcohólica y se involucra en una relación amorosa con el vecino, Howard.
En 1961, tras la elección de John F. Kennedy (James Marsden), Louis y una docena de otras personas son atacados por el Ku Klux Klan y los Neonazis mientras viajaban en un autobús en Alabama. Kennedy, espoleado por la turbulencia creciente ofrece un discurso a la nación que propone la Ley de Derechos Civiles de 1964. Varios meses después del discurso, Kennedy es asesinado y su sucesor, Lyndon B. Johnson (Liev Schreiber), promulga la legislación transformadora en ley. Como gesto de buena voluntad, Jackie Kennedy (Minka Kelly), la primera dama, antes de dejar la Casa Blanca le obsequia a Cecil una de las corbatas del expresidente.
A finales de la década del 60, después del asesinato del activista de los derechos civiles Martin Luther King, Jr. (Nelsan Ellis), Louis regresa a su casa y le dice a su familia que él y algunos otros han fundado un capítulo de la organización radical llamado las Panteras Negras. Consciente de los planes de Richard Nixon (John Cusack) para reprimir el movimiento y molesto por las acciones de su hijo, Cecil le ordena a Louis y su novia, Carol (Yaya DaCosta), abandonar su casa. Louis pronto es arrestado y es rescatado por Carter Wilson. El otro hijo de los Gaines, Charlie, le confiesa a Louis que tiene planes de unirse al Ejército en la guerra de Vietnam, a lo que Louis anuncia que si muriese en el frente él no asistiría a su funeral. Unos meses más tarde, la familia Gaines recibe la noticia de la muerte de su hijo menor y no asiste a su funeral, lo que enfurece a su padre. Cuando las Panteras Negras empiezan a ejercer la violencia en respuesta a los enfrentamientos raciales, Louis abandona la organización y vuelve a la universidad, obtiene su título de maestría en ciencias políticas y, finalmente, varios años más tarde, gana un lugar en el Congreso.
Mientras tanto, la reputación profesional de Cecil ha crecido hasta el punto que en la década de 1980, es invitado por Ronald (Alan Rickman) y Nancy Reagan (Jane Fonda) a una cena de Estado. Cecil se da cuenta de que la invitación era sólo para demostrar que el presidente estaba a favor de la gente negra, dado que Reagan planeaba vetar cualquier sanción del Congreso contra Sudáfrica. Cecil anuncia su dimisión al presidente, pero antes obtiene el apoyo de Reagan para que el personal negro de la Casa Blanca cobre el mismo salario y tenga las mismas oportunidades de desarrollo profesional que sus homólogos blancos.
Gloria, con ganas de reparar su relación distanciada con Louis, le recuerda que él le dijo una vez que él amaba y respetaba a los dos. Dándose cuenta de que las acciones de su hijo son heroicas, Cecil se une a Louis en una protesta de libre circulación de Sudáfrica contra el apartheid sudafricano, y son arrestados y encarcelados juntos.
La película avanza a la campaña presidencial de 2008 de Barack Obama, cuando la anciana Gloria muere poco antes de que Obama sea elegido el primer presidente afroamericano de la nación, un hito que deja a Cecil y Louis emocionados. La película termina con Cecil que se prepara para reunirse con el presidente investido en la Casa Blanca.

## Reparto
- Forest Whitaker - Cecil Gaines[1]
- Oprah Winfrey - Gloria Gaines[1]
- Cuba Gooding, Jr. - Carter Wilson[1][3]
- Terrence Howard - Howard[1]
- David Oyelowo - Louis Gaines[1]
- Vanessa Redgrave - Annabeth Westfall[1]
- Clarence Williams III - Maynard[1]
- Alex Pettyfer - Thomas Westfall[1]
- Mariah Carey - Hattie Pearl[4]
- Yaya DaCosta - Carol Hammie[5]
- Colman Domingo - Freddie Fallows[3][5]
- Aml Ameen - Joven Cecil Gaines[3]

### Personajes históricos
- Robin Williams - presidente Dwight D. Eisenhower[1][6]
- Melissa Leo - Primera dama Mamie Eisenhower[1][7][8][9]
- James Marsden - presidente John F. Kennedy[1][6]
- Minka Kelly - primera dama Jackie Kennedy[6]
- Liev Schreiber - presidente Lyndon B. Johnson[1][6]
- Wanda Leigh - primera dama Lady Bird Johnson
- John Cusack - presidente Richard Nixon[1][6]
- Alan Rickman - presidente Ronald Reagan[1][6]
- Jane Fonda - primera dama Nancy Reagan[10]
- Orlando Eric Street - presidente Barack Obama
- Nelsan Ellis - Martin Luther King[1][6]
- Ray Gaspard - Pat Buchanan
- Alex Manette - H. R. Haldeman[1]
- Lenny Kravitz - James Holloway[1][3]
- Jesse Williams - James Lawson[5]
- Kay Smith - Diane Nash
- Judith Wagner - Alcalde de Lewisburg

## Premios y nominaciones
Anexo:Premios y nominaciones de El Mayordomo